# Territorialprälatur Xingu
Die Territorialprälatur Xingu (lateinisch Praelatura Territorialis Xinguensis, portugiesisch Prelazia do Xingu) war eine in Brasilien gelegene römisch-katholische Territorialprälatur und die flächenmäßig größte Diözese Brasiliens. Der Bischofssitz war Altamira im Bundesstaat Pará. Im November 2019 wurde die Prälatur aufgelöst und das Territorium in neuen Diözesen geordnet.
Bekannt ist Xingu unter anderem durch den Einsatz des Bischofs Erwin Kräutler für die Rechte der Indios und die Erhaltung des Amazonas-Urwalds.

## Geschichte
Die Territorialprälatur Xingu wurde am 16. August 1934 durch Papst Pius XI. mit der päpstlichen Bulle Animarum bonum postulat aus Gebietsabtretungen des Erzbistums Belém do Pará sowie der Territorialprälaturen Santíssima Conceição do Araguaia und Santarém errichtet. Die Territorialprälatur Xingu wurde dem Erzbistum Belém do Pará als Suffragan unterstellt. Mit der Seelsorge wurde die Kongregation der Missionare vom Kostbaren Blut (CPPS) betraut.
1935 wurde zunächst Armando Bahlmann OFM als Apostolischer Administrator eingesetzt, noch im selben Jahr gefolgt von Clemens Geiger, der 1948 zum ersten Prälaten von Xingu ernannt wurde.
Am 6. November 2019 hob Papst Franziskus die Territorialprälatur Xingu auf. Das Territorium ging in zwei gleichzeitig neuerrichteten Diözesen, dem Bistum Xingu-Altamira und der Territorialprälatur Alto Xingu-Tucumã, auf. Der bisherige Prälat João Muniz Alves OFM wurde zum ersten Bischof von Xingu-Altamira ernannt.

## Bischöfe der Prälatur Xingu
- Clemens Geiger CPPS, 1948–1971
- Erich Kräutler CPPS, 1971–1981
- Erwin Kräutler CPPS, 1981–2015
- João Muniz Alves OFM, 2015–2019, dann Bischof von Xingu-Altamira